# Martin Leitner

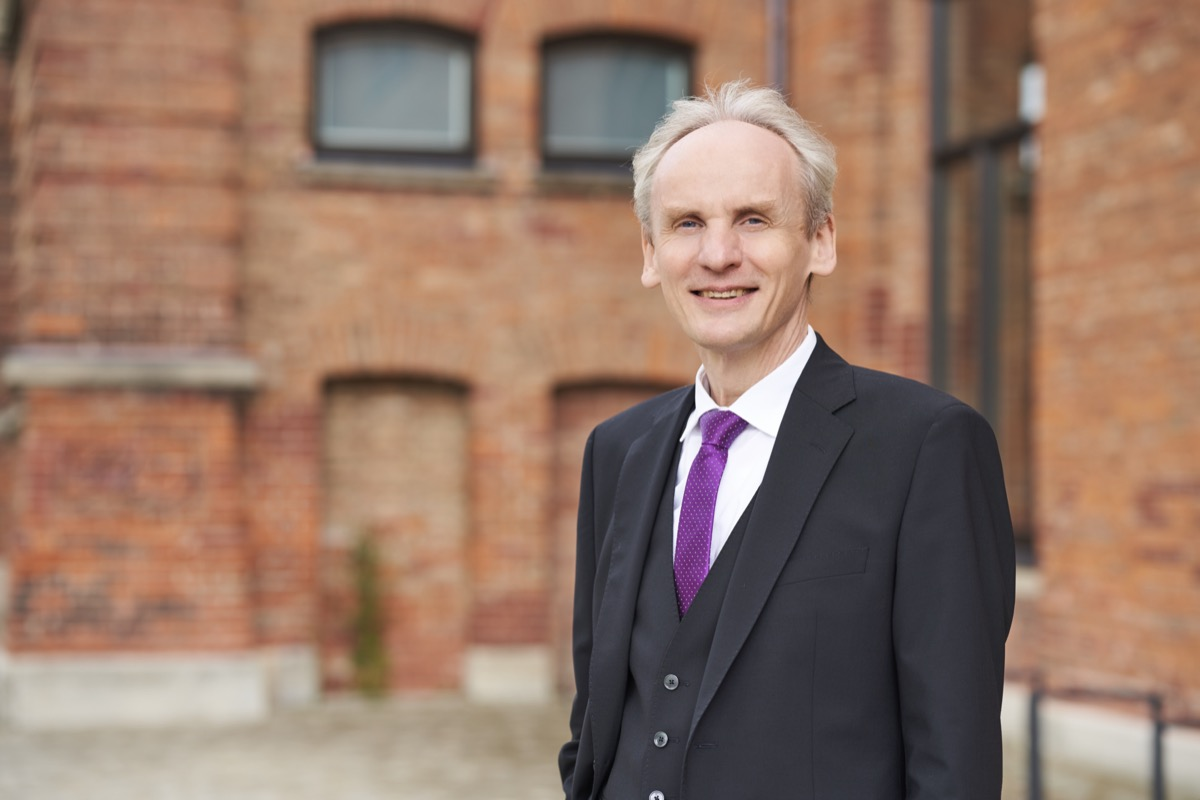
Martin Leitner

Martin Leitner (* 1959 in Tittmoning) ist ein deutscher Mathematiker und seit 2016 Präsident der Hochschule für angewandte Wissenschaften München.
Leitner studierte Mathematik an der TU München. Im Jahr 1989 schloss er dort seine Promotion bei Elmar Thoma an der Fakultät für Informatik und Mathematik ab mit einer Dissertation über stochastische Prozesse (K-schwach stationäre Prozesse; K eine Hypergruppe). Nach Stationen als Forscher am Klinikum Rechts der Isar, am Helmholtz Zentrum München und bei der Siemens AG wurde er 1992 als Professor für Mathematik und medizinische Statistik an die Hochschule Ulm und 1997 als Professor für Mathematik an die Hochschule München berufen. Als Dekan führte Leitner von 2003 bis 2005 die Fakultät für Informatik und Mathematik. 2005 bis 2012 leitete er als alleiniger Geschäftsführer die HIS Hochschul-Informations-System GmbH in Hannover. Seit 2012 ist Leitner wieder an der Hochschule München aktiv. Als Experte beriet er mehrfach den Deutschen Bundestag sowie Landtage und das Deutsche Studentenwerk.
Martin Leitner wurde 2016 zum Präsidenten der Hochschule München gewählt und für eine zweite Amtszeit ab 2020 wiedergewählt.